# Олоелга
Олоелга (устар. Рагкле-Елга) — река в России, протекает в Республике Башкортостан. Устье реки находится в 78 км по правому берегу реки Сюнь. Длина реки составляет 12 км.

## Данные водного реестра
По данным государственного водного реестра России относится к Камскому бассейновому округу, водохозяйственный участок реки — Белая от города Бирск и до устья, речной подбассейн реки — Белая. Речной бассейн реки — Кама.
По данным геоинформационной системы водохозяйственного районирования территории РФ, подготовленной Федеральным агентством водных ресурсов:
- Код водного объекта в государственном водном реестре — 10010201612111100026732
- Код по гидрологической изученности (ГИ) — 111102673
- Код бассейна — 10.01.02.016
- Номер тома по ГИ — 11
- Выпуск по ГИ — 1